# Nyrma kervillea
Nyrma kervillea là một loài côn trùng trong họ Berothidae thuộc bộ Neuroptera. Loài này được Navás miêu tả năm 1933.